# Формула Е
Формула Е је класа трка моторних возила у којој се такмиче електрични аутомобили и друго најјаче такмичење у тој класи такмичења после Формуле 1. Прва сезона је почела 2014. године у Пекингу, а оснивач и тренутни председавајући такмичења је Алехандро Агаг. Тренутни шампион је Жан Ерик Верње који је до сада једини одбранио титулу шампиона, а уједно је и два пута освојио.